# Amtsgericht Jutroschin
Das Amtsgericht Jutroschin war ein preußisches Amtsgericht mit Sitz in Jutrosin (Provinz Posen).

## Geschichte
Aufgrund der Reichsjustizgesetze wurden mit Wirkung zum 1. Oktober 1879 reichsweit einheitlich Amtsgerichte gebildet. In Jutroschin entstand dabei kein Amtsgericht. Mit der Verordnung, betreffend die Einrichtung eines Amtsgerichts in Jutroschin vom 1. Juli 1882 wurden das Amtsgericht Jutroschin zum 1. Januar 1883 errichtet und dem Landgericht Lissa zugeordnet. Als Sprengel wurden die Stadtbezirke Jutroschin und Dubin sowie der Polizeibezirk Jutroschin festgelegt. Der Amtsgerichtsbezirk kam aufgrund des Versailler Vertrages 1919 zu Polen, und das Amtsgericht stellte seine Arbeit ein. Im Jahre 1939 wurde Polen deutsch besetzt. Im Rahmen der Neuorganisation der Gerichte in Ostdeutschland und im ehemaligen Polen wurden das Amtsgericht Jutroschin neu gebildet und erneut dem Landgericht Lissa zugeordnet.
Im Jahre 1945 wurde der Amtsgerichtsbezirk unter polnische Verwaltung gestellt, und die deutschen Einwohner wurden vertrieben. Damit endete auch die Geschichte des Amtsgerichtes Jutroschin.